# Dida (calciatore 1934)
Edvaldo Alves de Santa Rosa, meglio noto come Dida (Maceió, 26 marzo 1934 – Rio de Janeiro, 17 settembre 2002), è stato un calciatore brasiliano di ruolo attaccante, campione del mondo nel 1958 con la Nazionale brasiliana.
Con 263 reti segnate è il secondo miglior marcatore nella storia del Flamengo alle spalle di Zico (508).

## Biografia
Dopo il ritiro ritornò al Flamengo, dove lavorò per circa 20 anni nelle giovanili.
È morto di cancro il 17 settembre 2002, all'età di 68 anni, nell'ospedale di Rio de Janeiro.

## Carriera

### Club
Dida iniziò la sua carriera professionistica nel 1949 nelle file dell'América di São Luís do Quitunde, Alagoas.
Dopo tre stagioni al CSA, con cui vinse il Campionato Alagoano nel 1952, nel 1954 si trasferì al Flamengo. Con i rossoneri vinse due Campionati Carioca consecutivi nel 1954 e nel 1955 e uno nel 1963 e un Torneo Rio-San Paolo nel 1961, disputando 350 partite e realizzando 263 gol, che gli valsero il titolo di miglior marcatore della squadra brasiliana, finché non venne superato negli anni settanta da Zico, di cui era idolo.
Nel 1964 si trasferì alla Portuguesa, per poi concludere la carriera nel 1968 con i colombiani dell'Atlético Junior, con cui segnò 46 gol nelle due stagioni disputate. Giunse alla formazione di Barranquilla insieme ad altri due ex compagni al Flamengo, Dacunha e Aírton Beleza.

### Nazionale
Dida conta anche 6 presenze e 4 reti con la Nazionale brasiliana, con cui esordì il 4 maggio 1958 contro il Paraguay (5-1) e vinse i Mondiali 1958, dove disputò la partita inaugurale contro l'Austria (3-0 per i verdeoro), venendogli poi preferito Pelé per il resto del torneo.

## Palmarès

### Club
- Campionato Alagoano: 1

CSA: 1952
- Campionato Carioca: 3

Flamengo: 1954, 1955, 1963
- Torneo Rio-San Paolo: 1

Flamengo: 1961

### Nazionale
- Campionato mondiale: 1

Svezia 1958